# 뷔크

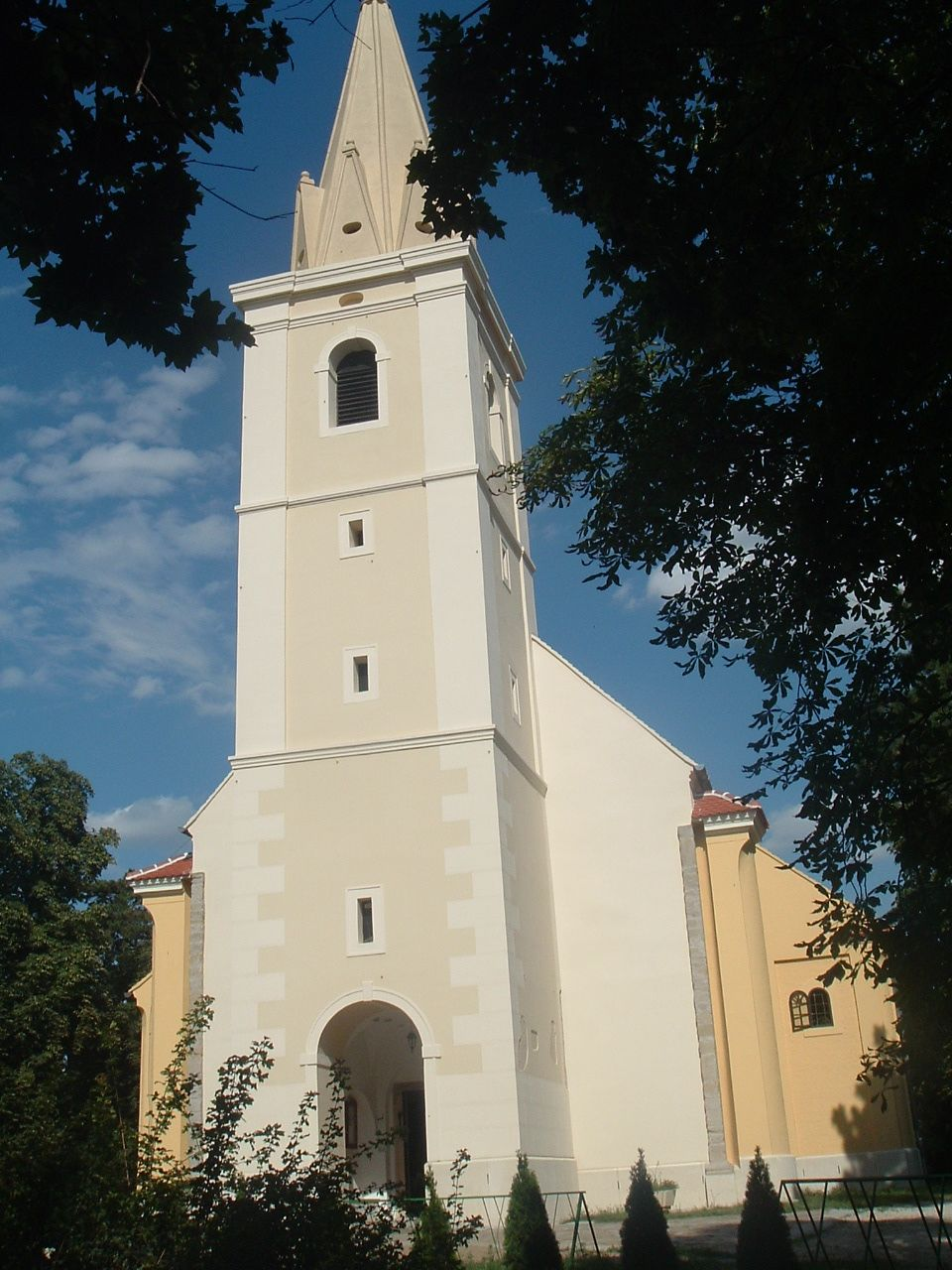
로마네스크 건축 양식으로 지어진 뷔크 로마 가톨릭 교회당

뷔크(헝가리어: Bük)는 헝가리 버시주의 도시로 면적은 20.88km2, 인구는 3,256명(2004년 기준), 인구 밀도는 155.93명/km2이다. 솜버트헤이에서 27km 정도 떨어진 곳에 위치한다. 1271년 문헌에 처음 등장했다.

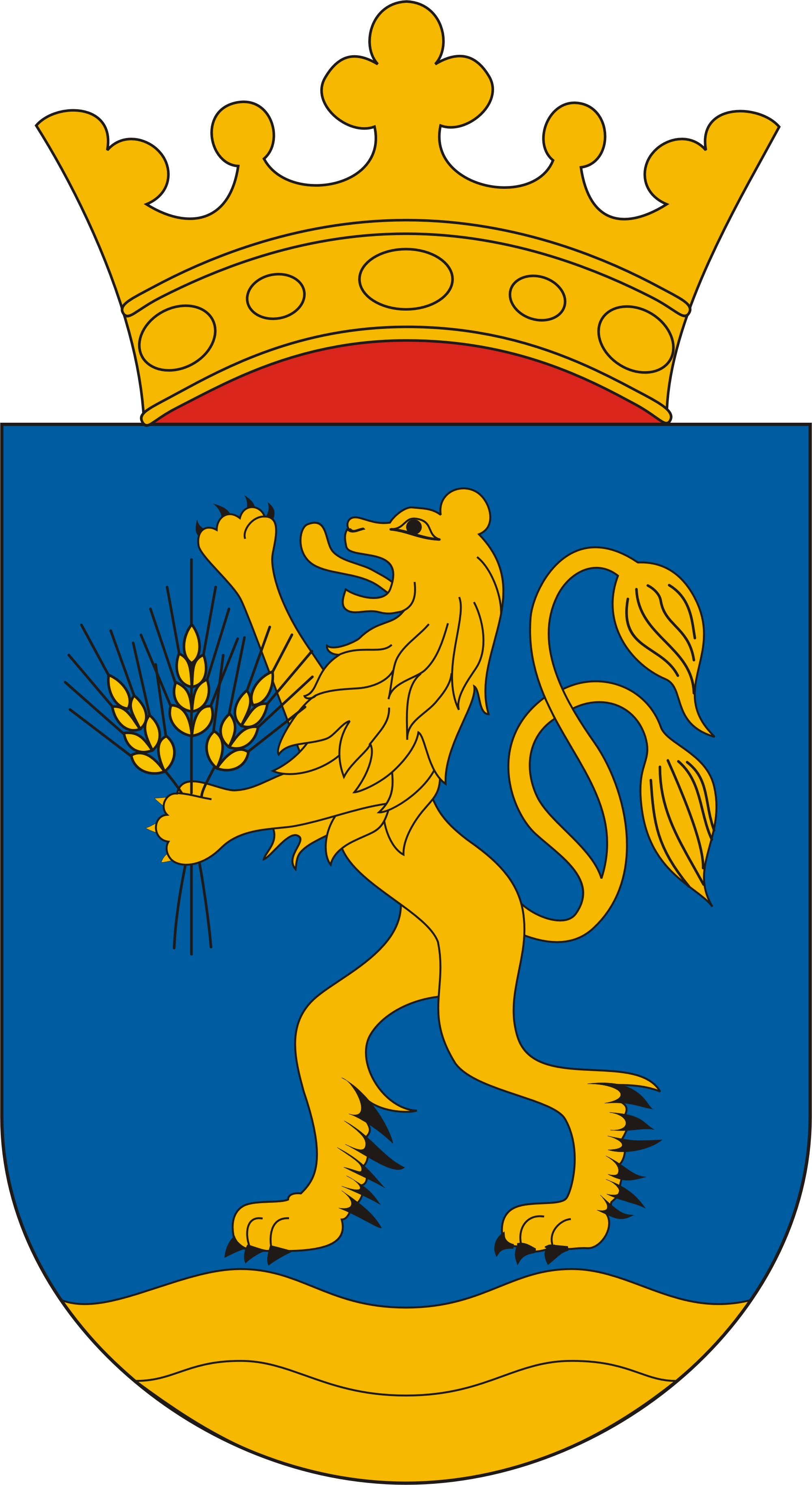
시 문장